# The Cellar
The Cellar é um filme de terror produzido nos Estados Unidos, dirigido por Kevin Tenney e lançado em 1989.